# Sarti (Chalkidiki)
Sarti (griechisch Σάρτη (f. sg.)) ist ein Dorf an der Ostküste von Sithonia, der mittleren Halbinsel der „dreifingrigen“ Halbinsel Chalkidiki im nördlichen Griechenland.

## Geographie
Sarti liegt mit seinem Ortskern unmittelbar an der Küste des Singitischen Golfs, einem großen Meeresarm der Ägäis zwischen den Halbinseln Sithonia im Westen und Athos im Osten.

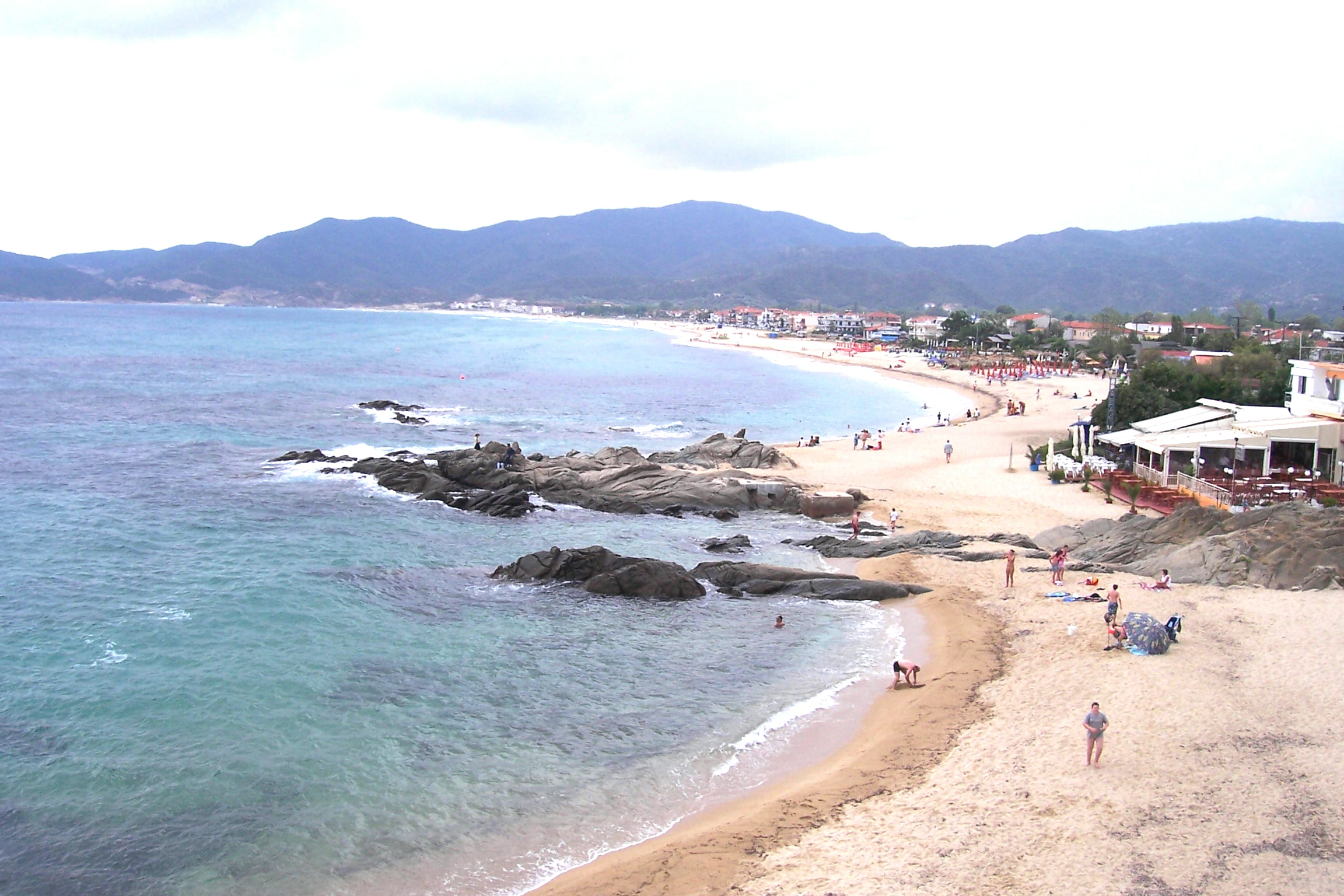
Strand in Sarti

Der Ortskern von Sarti liegt hierbei in der ersten großen Bucht (Bucht von Sarti) südlich der nach Osten und Westen orientierten Ausläufer des Itamos-Bergmassivs von Sithonia. Diese große Bucht erstreckt sich von Norden nach Süden über eine maximale Länge von 2,5 km und von West nach Ost über eine maximale Länge von 1,3 km. Der Ortskern von Sarti umfasst dabei die nördliche Hälfte der Bucht samt der angrenzenden kleinen Ebene: diese ist auch dicht bebaut. Der südliche Teil der Bucht ist erheblich weniger bebaut. Nach Westen hin trennen die südlichen Ausläufer des Itamos-Massivs Sarti von seinen Nachbargemeinden und -Ortschaften ab (Neos Marmaras). Nach Süden hin grenzt der Trapezi mit einer Höhe von 336 m, ein nach Osten orientierter südöstlicher Ausläufer des Itamos-Massivs (Berg Paklara) die Bucht von Sarti von der Bucht von Sykia mitsamt der Nachbarortschaft Sykia ab.
Das Ortsgebiet ist erheblich größer als die Bucht von Sarti und ihre unmittelbare Umgebung. Nach Norden hin erstreckt sich Sarti über ca. 8 km entlang der Ostküste von Sithonia und schließt die Bucht von Armenistis ein. Nördlich von Armenistis grenzt Sarti an den Nachbarort Agios Nikolaos. Nach Westen hin verläuft die Grenze des Ortsgebietes in nordnordwestlich-südsüdöstlicher Richtung über die Höhenzüge des Itamos-Massivs. Die angrenzende Ortschaft ist Neos Marmaras. Die höchste Erhebung im Ortsgebiet ist der Dragoudelis mit einer Höhe von 698 m. Er liegt nordwestlich des Dorfkerns.
Auf fast gleicher Höhe wie der Ortskern von Sarti liegt ca. 28 km nach Osten das Kap Pines, die südwestliche Spitze der Halbinsel Athos. Knapp 1 km weiter nordöstlich des Kap Pines befindet sich der Gipfel des Athos mit 2.033 m Höhe. Der in 30 km befindliche Athos-Gipfel liegt damit in unmittelbarer Sichtweite von Sarti und entsprechend deutlich zu sehen (siehe Bild). Exakt in westlicher Luftlinie liegt in 16 km Entfernung Neos Marmaras. Die Entfernung nach Agios Nikolaos bzw. Vourvourou beträgt 29 km bzw. 17 km Luftlinie und 45 km bzw. 37 km Straße. Der südliche Nachbarort Sykia liegt bezogen auf dessen Ortszentrum 7 km Luftlinie entfernt, nach Toroni an der sithonischen Ostküste sind es 13 km Luftlinie in westsüdwestlicher Richtung. Die Entfernung nach Thessaloniki im Nordosten von Sarti beträgt 107 km Luftlinie bzw. 150 km Straßenverbindung, zur Präfekturhauptstadt Polygyros 55 bzw. 82 km und zur größten Stadt auf der Halbinsel Chalkidiki, Nea Moudania, 60 bzw. 100 km.
Die Landschaft Sartis ist bergig. Im Gebiet des Dorfes finden sich lediglich zwei größere Ebenen mit der Möglichkeit zum Ackerbau. Die Ebene von Sarti selbst sowie die ca. 5 bis 6 km nördlich gelegene Ebene von Platanitsi bzw. Karvourotrypes. Letztere liegt landeinwärts von den Stränden Platanitsi und Karvourotrypes sowie nördlich des Kaps Rigas, ist aber vollständig mit Pinienwald und Macchia bewachsen sowie darüber hinaus noch steinig. Die Bucht von Sarti ist dem hingegen voll nutzbar. Sie verfügt auch über eine Wasserversorgung durch den Bach Vagenaria, welcher vom Paklara aus kommend die Ebene von Sarti durchfließt. Dieser Bach fließt allerdings nur im Winter und Frühling; im Sommer und frühen Herbst führt er kein Wasser. Das Gebiet von Vourvourou im Norden bis Sarti im Süden über zur Grenze der beiden Ortschaften nördlich der Armenistis-Bucht hinweg ist durchgängig mit Nadelbäumen, vor allem Pinien und Tannen, bewaldet. Der Wald erstreckt sich dabei von den Höhen des Itamos-Gebirges an dessen östlichen Ausläufern bis unmittelbar an das Meer. Er ist mit einem dichten Unterholz versehen und im Wesentlichen von menschlichen Eingriffen unberührt und steht teilweise unter besonderem Schutz. Der Küstenabschnitt besteht von Vourvourou bis Sarti selbst aus Felsenküste. Lediglich vereinzelte, isoliert liegende Buchten weisen Sandstrände auf, wie beispielsweise die Armenistis-Bucht oder die Platanitsi-Bucht.
Nach Süden imponiert bis Sykia Macchia-Bewuchs. Die Küstenlinie ist identisch mit der im Norden von Sarti, allerdings fügen die Bucht von Sarti wie auch die Bucht von Sykia große Kieselstrände in die Küstenlinie ein.

## Geschichte, Wirtschaft und Verkehr
Auf dem Gebiet von Sarti in der Bucht von Sarti samt der dazugehörigen Ebene lag die antike Siedlung Sarte. Diese soll sich aus der antiken Stadt Toroni (bei der gleichnamigen heutigen Siedlung) abgespalten und verselbständigt haben; entsprechende Informationen lassen sich aus den Tributlisten des attischen Seebundes für das Jahr 434 v. Chr. entnehmen. Das exakte Datum der Abspaltung und Gründung ist nicht bekannt. Bei Herodot wird sie als südlichste Stadt der Ostküste von Sithonia erwähnt. Während der Perserkriege rekrutieren die Perser aus Sarti Truppen und Material.
Der Ursprung der Bewohner Sartes ist nicht eindeutig geklärt. Am wahrscheinlichsten ist ein Ursprung aus der Bevölkerung Toronis, welche im 8. Jahrhundert v. Chr. aus Chalkis auf Euböa einwanderte und die Stadt Toroni gründete. Möglich ist allerdings auch eine endogene Bevölkerung, welche bereits vor der chalkischen Besiedlung von Toroni im Gebiet ansässig war. Dieses wird durch sprachliche Eigenheiten und Namen nahegelegt (siehe hierzu im Detail Zahrnt und Macan).
Nach der persischen Niederlage 479 v. Chr. wurde Sarte Mitglied des attischen Seebundes. Dies erfolgte möglicherweise durch den Einfluss der Mutterstadt Toroni. Nicht bekannt ist, ob die zeitweilige Inbeschlagnahme von Toroni durch den spartanischen Feldherrn Brasidas auch für das Gebiet von Sarte galt. Beim Nikiasfrieden während des peloponnesischen Krieges 421 v. Chr. wird Sarti nicht separat erwähnt; wohl ist es als Abspaltung Toronis auch Gegenstand der entsprechenden Regeln des Vertrages unter athenische Kontrolle gestellt worden. Im Jahr 421 v. Chr. verzeichnen die entsprechenden Tributlisten des attischen Seebundes einen deutlichen Einbruch der Tributzahlungen Sartes. Die Ursache hierfür bleibt letztendlich im Dunkeln; wohl kann aber davon ausgegangen werden, dass irgendein Ereignis die Wirtschaftskraft der Stadt erheblich geschwächt hat, beispielsweise ein Verlust an Bewohnern aus jedem möglichen Grunde. Die letzte Erwähnung in den Tributlisten des attischen Seebundes datiert auf 415 v. Chr.; anschließend gibt es keine weiteren überlieferten Informationen über Sarte, so dass ihr Schicksal und das ihrer Einwohner unbekannt bleibt. Wann und warum die antike Stadt Sarte zerstört oder verlassen worden ist, ist nicht bekannt. Signifikante Überreste der antiken Stadt sind nicht vorhanden. Michael Zahrnt berichtete bei seinen Untersuchungen über Scherbenfunde auf zwei Hügeln an der südlichen Begrenzung der Bucht von Sarti. Andere Autoren wie William Martin Leake vertreten die Ansicht, dass die antike Stadt Sarti weiter südlich in der Bucht und Ebene von Sykia gelegen haben soll.
Im 14. Jahrhundert gehört die Gegend von Sarti zum Kloster Xiropotamou auf Athos. Dieses unterhielt in dem Gebiet von Sarti seine Metochi, die die Gestalt eines kleinen Dorfes annahm und mit dem Namen Sartis bezeichnet wurde. Das exakte Datum der Siedlungsgründung ist nicht exakt bekannt. Die Bewohner von Sartis verrichteten Tätigkeiten wie Landwirtschaft in der Ebene von Sarti und Fischfang. Diese Siedlung bzw. Metoche des Klosters Xiropotamou wurde über die Jahre und Jahrhunderte aufgegeben.
1922 wurde Sarti durch griechische Flüchtlinge aus Kleinasien gegründet. Diese entflohen ihrem ursprünglichen Siedlungsgebiet während oder nach dem griechisch-türkischen Krieg von 1919 bis 1922 und der ihn abschließenden griechischen Niederlage. Sie trafen die verlassenen Bauten aus dem 14. Jahrhundert der Metochi O Sartis verlassen vor. Bis zum Bau der Ringstraße um Sithonia zwischen 1960 und 1973 verblieb Sarti ein kleines Fischerdorf mit sehr starker Isolierung. Eine Kommunikation oder Warenaustausch mit anderen Ortschaften der Chalkidiki oder gar größeren Städten war nur mittels Bootsverkehr möglich. Nach der Fertigstellung der Ringstraße wurde Sarti und sein Gebiet für einen Warenaustausch und auch für den Tourismus zugänglich und nahm nachfolgend einen deutlichen wirtschaftlichen Aufschwung.
1997 wurde Sarti mit der großen Nachbarortschaft Sykia und der kleinen Ortschaft Toroni an der Westküste von Sithonia zur Gemeinde Toroni zu Verwaltungszwecken zusammengefasst, 2011 ging es zusammen mit Toroni in der Gemeinde Sithonia auf.
Sarti ist ausschließlich an das Straßenverkehrsnetz Griechenlands als Transportmöglichkeit angeschlossen. Die Ringstraße um Sithonia passiert die Bucht von Sarti von Norden nach Süden und ist für griechische Verhältnisse gut ausgebaut. Entsprechend sind der individuelle Straßenverkehr oder der öffentliche Verkehr mit Bussen in die Nachbarortschaften und vor allem nach Nea Moudania, Polygyros und vor allem Thessaloniki das Verkehrsmittel der Wahl. Allerdings ist die Straße insbesondere auf der Ostseite der Sithonia nach Vourvourou sehr kurvenreich sowie steinschlagsgefährdet und erlaubt keine schnelle Reise. Die teilweise sehr eindrücklichen Ansichten der unberührten Landschaft, durch die die Straße nach Vourvourou führt, stehen diesen Zeitverlust entgegen. Der Weg um die Südspitze von Sithonia unter Benutzung der Ringstraße an der Westküste Sithonias ist von der Streckenführung nicht so anspruchsvoll, weist aber einen Umweg von mehr 30 km zu Zielen auf der Chalkidiki oder in Griechenland auf.
Der bis in die 1960er Jahre tragende Schiffsverkehr hat diese Bedeutung vollkommen eingebüßt. Der im Norden der Bucht von Sarti vorhandene Hafen beim Strand Achlada wird aber weiterhin für die Fischerei genutzt. Auch Bootsexkursionen zu touristischen Zwecken nehmen von dort ihren Ursprung. Ein Eisenbahnanschluss existiert nicht bzw. erst in Thessaloniki in 150 km Entfernung. Die Anbindung an den nationalen wie internationalen Flugverkehr übernimmt der Flughafen Thessaloniki (140 km Entfernung).

## Bevölkerung
1988 hatte Sarti 700 Einwohner. Bei der letzten griechischen Volkszählung 2011 hatte Sarti 1.151 Einwohner. Aufgrund der relativ großen Fläche der Ortschaft Sarti errechnet sich aus den Daten der Volkszählung von 2011 eine Bevölkerungsdichte von 21,6 Einwohnern pro Quadratkilometer.

## Politik und Verwaltung
Sarti war seit seiner Gründung 1922 eine eigenständige Gemeinde (griechisch κοινότητα, kinotita) in der Präfektur Chalkidiki der Verwaltungsregion Zentralmakedonien. Im Rahmen der großen griechischen Verwaltungsreform 1997 wurde Sarti mit der größeren Nachbargemeinde Sykia und dem sehr kleinen Dorf Toroni zur Gemeinde (griechisch δήμος, dimos, Stadtgemeinde) zusammengefasst. Die Namensgebung orientierte sich dabei offensichtlich auf die antike Situation, in welcher die in der Gegenwart kleinste Gemeinde Toroni die in der Antike größte in puncto Einwohnerzahl und Bedeutung war. Der Sitz der Gemeinde Toroni, welcher Sarti seit 1997 angehört, war die große Nachbarortschaft Sykia. 2011 wurde mit einer erneuten Verwaltungsreform Sarti zusammen mit Toroni in die Gemeinde Sithonia eingemeindet.
Bei den Wahlen zum Präfekten von Chalkidiki 2006 erzielte der spätere Gewinner Asterios Zografis (Nea Dimokratia) auch in Sarti die Mehrheit der Stimmen. Bei der griechischen Parlamentswahl 2007 erzielte die gesamt griechischen Wahlsiegerin, die Mitte-rechts-Partei Nea Dimokratia im Sarti einen Stimmenanteil von 48,78 % (Griechenland: 41,83 %, Chalkidiki 46,37 %), die Mitte-links-Partei PASOK 40,30 % (38,10 %, 38,11 %), die kommunistische Partei KKE 10,59 % (8,15 %, 5,43 %), die Linkspartei SYRIZA 2,12 % (5,04 %, 3,81 %) und die rechts-nationale bis extremistische Partei LAOS 1,91 % (3,80 %, 3,42 %). Der Rest entfiel auf weitere 9 Parteien und politische Gruppierungen.